# Carlotta Wamser
Carlotta Wamser, född den 1 november 2003 i Herford, är en tysk fotbollsspelare.

## Karriär
Carlotta Wamser inledde sin seniorkarriär i SGS Essen år 2021. 2024 kontrakterades hon av Eintracht Frankfurt varifrån hon 2024 lånades ut till 1. FC Köln. Hon har även representerat det tyska damlandslaget där hon debuterade år 2025.